# 臼杵運送
臼杵運送株式会社（うすきうんそう）は、大分県臼杵市に本社を置く運送事業者である。

## 概要
中心的な事業である製品輸送の過半を酒類・飲料の輸送が占めており。特にサントリーとの関係が深い。1980年代にサントリーが九州に進出した際には、物流の大部分を請け負った。2008年度（平成20年度）には、荷主のサントリーとともに第1回エコシップマークの第1回認定業者になっている。
関東、関西、九州に自社の物流拠点・事業所を有しており、2013年（平成25年）には中国にも現地法人を設立している。2016年9月期の売上高は16,618百万円で、大分県内の企業で30位に位置する。

## 沿革
- 1950年（昭和25年）10月 - 大分県臼杵市に臼杵運送株式会社設立[9]。
- 1966年（昭和41年）4月 - 大分営業所開設。
- 1974年（昭和49年）3月 - 中九州営業所（現鳥栖配送センター）開設。
- 1974年（昭和49年）12月 - 引越センター開設。
- 1976年（昭和51年）2月 - 容器回収センター（現容器センター）開設。
- 1985年（昭和60年）4月 - 大分ベンディングサービス（現九州ベンディング）開業。
- 1990年（平成2年）6月 - 大分本社開設。
- 1990年（平成2年）7月 - 物流センター（現大分配送センター）開設。
- 1991年（平成3年）2月 - 長野営業所（現長野配送センター）開設。
- 1991年（平成3年）5月 - 関西支社（現関西・中京統括支店）開設。
- 1993年（平成5年）2月 - 関東支社、福岡支社、東九州支社開設。
- 2001年（平成13年）10月 - 茶房 長屋門開業。
- 2003年（平成15年） - 熊本配送センター開設。
- 2005年（平成17年）4月 - 東九州支社を福岡支社と併合して九州支社に改称。
- 2007年（平成19年）10月 - 丹生作業所開設。
- 2010年（平成22年）2月 - サントリーミドリエ特約店の業務開始。
- 2010年（平成22年）12月 - 関西支社を九州支社と併合して西日本支社に改称。
- 2012年（平成24年）4月 - 関東支社を東日本支社に改称。
- 2012年（平成24年）11月 - 相模原配送センター開設。
- 2013年（平成25年）12月 - 東日本支社を東京事務所に改称。西日本支社を福岡事務所に改称。